# Polisportiva Nuovo Campobasso Calcio 2011-2012
Questa pagina raccoglie le informazioni riguardanti la Polisportiva Nuovo Campobasso Calcio nelle competizioni ufficiali della stagione 2011-2012.

## Rosa
| N. |                      | Ruolo | Calciatore          |
| -- | -------------------- | ----- | ------------------- |
|    | Italia (bandiera)    | P     | Francesco Falcone   |
|    | Italia (bandiera)    | P     | Raffaele Iomie      |
|    | Italia (bandiera)    | P     | Rino Iuliano        |
|    | Italia (bandiera)    | P     | Valerio Senatore    |
|    | Italia (bandiera)    | P     | Luigi Splendido     |
|    | Italia (bandiera)    | D     | Errico Altobello    |
|    | Italia (bandiera)    | D     | Andrea Bertozzini   |
|    | Australia (bandiera) | D     | Remo Capitani       |
|    | Italia (bandiera)    | D     | Alessio Fatticcioni |
|    | Italia (bandiera)    | D     | Carmine Esposito    |
|    | Italia (bandiera)    | D     | Daniele Marino      |
|    | Italia (bandiera)    | D     | Roberto Masullo     |
|    | Brasile (bandiera)   | D     | David Enrique Mateo |
|    | Italia (bandiera)    | D     | Samuele Modica      |
|    | Italia (bandiera)    | D     | Donato Posillipo    |
|    | Italia (bandiera)    | D     | Filippo Viscido     |
|    | Italia (bandiera)    | D     | Pierluigi Scudieri  |
|    | Italia (bandiera)    | C     | Fabio Baldares      |
|    | Italia (bandiera)    | C     | Livio Daniele Bruno |
|    | Italia (bandiera)    | C     | Diego Cenciarelli   |

| N. |                    | Ruolo | Calciatore               |
| -- | ------------------ | ----- | ------------------------ |
|    | Italia (bandiera)  | C     | Daniele Cirillo          |
|    | Italia (bandiera)  | C     | Gianfranco Fassari       |
|    | Italia (bandiera)  | C     | Albino Fazio             |
|    | Italia (bandiera)  | C     | Cosimo Forgione          |
|    | Italia (bandiera)  | C     | Marco Giannattasio       |
|    | Italia (bandiera)  | C     | Vincenzo Licciardi       |
|    | Italia (bandiera)  | C     | Pietro Mazza             |
|    | Italia (bandiera)  | C     | Luca Piano               |
|    | Italia (bandiera)  | C     | Alberto Quadri           |
|    | Italia (bandiera)  | C     | Andrea Sivilla           |
|    | Italia (bandiera)  | C     | Giuseppe Todino          |
|    | Italia (bandiera)  | C     | Stefano Volpe            |
|    | Italia (bandiera)  | C     | Luca Volpicelli          |
|    | Italia (bandiera)  | A     | Pietro Balistreri        |
|    | Italia (bandiera)  | A     | Simone D'Anna            |
|    | Italia (bandiera)  | A     | Angelo Di Nardo          |
|    | Brasile (bandiera) | A     | Sergio Cruz Pereira      |
|    | Italia (bandiera)  | A     | Federico La Porta        |
|    | Italia (bandiera)  | A     | Ferdinando Rega          |
|    | Italia (bandiera)  | A     | Tateo Vittorio Tricarico |

## Calciomercato

### Sessione estiva
| Acquisti | Acquisti                 | Acquisti     | Acquisti      |
| R.       | Nome                     | da           | Modalità      |
| -------- | ------------------------ | ------------ | ------------- |
| P        | Francesco Falcone        | Angri        | definitivo    |
| P        | Rino Iuliano             | Salernitana  | definitivo    |
| P        | Valerio Senatore         | Vibonese     | definitivo    |
| P        | Luigi Splendido          | Bojano       | fine prestito |
| D        | Errico Altobello         | Salernitana  | definitivo    |
| D        | Alessio Fatticcioni      | Fiorentina   | prestito      |
| D        | Carmine Esposito         | Juventus     | definitivo    |
| D        | Daniele Marino           | Melfi        | definitivo    |
| D        | Roberto Masullo          | Nardo        | definitivo    |
| D        | David Enrique Mateo      | Fiorentina   | prestito      |
| D        | Samuele Modica           | Livorno      | definitivo    |
| C        | Fabio Balderas           | Treviso      | definitivo    |
| C        | Diego Cenciarelli        | Casarano     | definitivo    |
| C        | Daniele Cirillo          | Salernitana  | definitivo    |
| C        | Gianfranco Fassari       | Reggina      | definitivo    |
| C        | Cosimo Forgone           | Reggina      | definitivo    |
| C        | Marco Giannattasio       | Reggina      | definitivo    |
| C        | Luca Piano               | Gela         | definitivo    |
| C        | Alberto Quadri           | Chernomorets | definitivo    |
| A        | Simone D'Anna            | Fiorentina   | prestito      |
| A        | Tateo Vittorio Tricarico | Lecce        | prestito      |

| Cessioni | Cessioni               | Cessioni         | Cessioni      |
| R.       | Nome                   | a                | Modalità      |
| -------- | ---------------------- | ---------------- | ------------- |
| P        | Mattia Ascani          | Ascoli           | definitivo    |
| P        | Alberto Marcato        | Union Quinto     | definitivo    |
| D        | Antonio Barbato        | Rimini           | definitivo    |
| D        | Stefano Di Fiordo      | Astrea           | definitivo    |
| D        | Francesco Giusti       | Lanciano         | fine prestito |
| D        | Ugo Maglione           | Isernia          | definitivo    |
| D        | Antonio Minadeo        | Trivento         | definitivo    |
| C        | Francesco Agresta      | Paganese         | definitivo    |
| C        | Daniele Cacciaglia     | LVPA Frascati    | definitivo    |
| C        | Emanuele Calamaio      |                  | svincolato    |
| C        | Andrea Cammarota       | Cynthia          | definitivo    |
| C        | Giacomo Chiazzolino    | Valenzana Mado   | definitivo    |
| C        | Gianluca Gennarelli    |                  | svincolato    |
| C        | Matteo Monti           | Trivento         | definitivo    |
| C        | Marco Serbatoli        |                  | svincolato    |
| A        | Manuel Conversi        | Cittanova        | definitivo    |
| A        | Carlo De Falco         | Neapolis         | definitivo    |
| A        | Marco De Souza         | Noto             | definitivo    |
| A        | Claudio Gallicchio     | Battipagliese    | definitivo    |
| A        | Ibekwe Kelechi Francis | Fiorentina       | definitivo    |
| A        | Armando Marozzi        | Soccer Trani     | definitivo    |
| A        | Aljmr Murati           | Rapperswil-Jona  | definitivo    |
| A        | Andrea Sivilla         | Olympia Agnonese | definitivo    |
| A        | Ferdinando Verrechia   |                  | svincolato    |
| A        | Armando Visconti       | Bari             | fine prestito |

### Sessione invernale
| Acquisti | Acquisti            | Acquisti      | Acquisti   |
| R.       | Nome                | da            | Modalità   |
| -------- | ------------------- | ------------- | ---------- |
| P        | Raffaele Ioime      |               | svincolato |
| D        | Andrea Bertozzini   | Ancona        | definitivo |
| D        | Filippo Viscido     | Battipagliese | definitivo |
| C        | Livio Daniele Bruno |               | svincolato |
| C        | Vincenzo Licciardi  | Avellino      | definitivo |
| C        | Stefano Volpe       | Nocera Umbra  | definitivo |
| A        | Angelo Di Nardo     | Montichiari   | definitivo |
| A        | Federico La Porta   |               | svincolato |
| A        | Ferdinando Rega     | Avellino      | definitivo |

| Cessioni | Cessioni            | Cessioni         | Cessioni      |
| R.       | Nome                | a                | Modalità      |
| -------- | ------------------- | ---------------- | ------------- |
| D        | Errico Altobello    | Bari             | definitivo    |
| D        | Alessio Fatticcioni | Fiorentina       | fine prestito |
| D        | Roberto Masullo     | Brindisi         | definitivo    |
| C        | Diego Cenciarelli   | Fiorentina       | definitivo    |
| C        | Alberto Quadri      | Catanzaro        | definitivo    |
| C        | Andrea Sivilla      | Olympia Agnonese | definitivo    |
| C        | Simone D'Anna       | Fiorentina       | fine prestito |
| A        | Pietro Balistreri   | Perugia          | definitivo    |

## Risultati

### Lega Pro Seconda Divisione

#### Girone d'andata
| L'Aquila 4 settembre 2011, ore 15:00 CEST 1ª giornata | L’Aquila        | 0 – 0 referto | Campobasso | Stadio Tommaso Fattori\| Arbitro: \| Monaco (Tivoli) \| |
| Arbitro:                                              | Monaco (Tivoli) |               |            |                                                         |

| Arbitro: | D'Iasio (Matera) |

|              |           |  |
| Forgione 44’ | Marcatori |  |

| Arbitro: | Abisso (Palermo) |

|  |           |                            |
|  | Marcatori | 22’ (rig.), 74’ Balistreri |

| Arbitro: | Pelagatti (Arezzo) |

|                       |           |  |
| Balistreri 45’ (rig.) | Marcatori |  |

| Arbitro: | Caso (Verona) |

|                |           |                        |
| Balistreri 22’ | Marcatori | 24’ Clemente 80’ Gucci |

| Arbitro: | Fiore (Barletta) |

|                                  |           |  |
| D'Ancona 6’ Sekkoum 90+2’ (rig.) | Marcatori |  |

| Arbitro: | Strocchia (Nola) |

|            |           |                                      |
| Quadri 57’ | Marcatori | 9’ Piccoli 25’ Marolda 60’ Bartolini |

| Arbitro: | Adduci (Paola) |

|  |           |                         |
|  | Marcatori | 89’ Quadri 90+4’ Todino |

| Arbitro: | Paolini (Ascoli Piceno) |

|                             |           |           |
| Balistreri 7’ Altobello 11’ | Marcatori | 51’ Benci |

| 16 ottobre 2011 10ª giornata |  | – Il Campobasso riposa |  |  |

| Arbitro: | Verdenelli (Foligno) |

|                                       |           |                                |
| Polverino 59’ Foggia 68’ De Falco 78’ | Marcatori | 13’ Todino 51’, 59’ Balistreri |

| Arbitro: | Castrognanò (Roma) |

|                         |           |                           |
| Todino 45+2’ Quadri 76’ | Marcatori | 90+1’ Ulloa 90+3’ Buzzese |

| Arbitro: | Aloisi (Avezzano) |

|                |           |                           |
| Fioretti 90+5’ | Marcatori | 12’ Balistreri 77’ D'Anna |

| Arbitro: | Ceccarelli (Rimini) |

|              |           |                |
| Forgione 14’ | Marcatori | 63’ Carotenuto |

| Arbitro: | Colarossi (Roma) |

|               |           |  |
| Ambrogetti 8’ | Marcatori |  |

| Arbitro: | Lanza (Nichelino) |

|  |           |              |
|  | Marcatori | 5’ Tricarico |

| Arbitro: | Petroni (Roma) |

|             |           |  |
| Doukara 75’ | Marcatori |  |

| Arbitro: | Bellotti (Verona) |

|  |           |               |
|  | Marcatori | 29’ Marchetti |

| Arbitro: | Intagliata (Siracusa) |

|  |           |                |
|  | Marcatori | 64’ Balistreri |

| Arbitro: | Reni (Pistoia) |

|  |           |                                     |
|  | Marcatori | 17’ Fiore 28’ Lacarra 70’ Sabbatini |

| Arbitro: | Fanton (Lodi) |

|               |           |          |
| Alleruzzo 32’ | Marcatori | 20’ Cruz |

#### Girone di ritorno
| Campobasso 8 gennaio 2012, ore 14:30 CET 22ª giornata | Campobasso           | 0 – 0 referto | L’Aquila | Stadio Nuovo Romagnoli\| Arbitro: \| De Benedictis (Bari) \| |
| Arbitro:                                              | De Benedictis (Bari) |               |          |                                                              |

| Arbitro: | Verdenelli (Foligno) |

|            |           |          |
| Picone 40’ | Marcatori | 23’ Cruz |

| Arbitro: | Cangiano (Napoli) |

|  |           |                                   |
|  | Marcatori | 12’ Calderini 68’ (rig.) Cruciani |

| Arbitro: | Mangialardi (Pistoia) |

|                           |           |            |
| Pisani 81’ Guarracino 83’ | Marcatori | 30’ Todino |

| Arbitro: | Paolini (Ascoli Piceno) |

|              |           |          |
| Clemente 83’ | Marcatori | 53’ Cruz |

| Arbitro: | Fanton (Lodi) |

|                                   |           |             |
| Licciardi 4’ Mateo 57’ Todino 67’ | Marcatori | 82’ Salemme |

| Arbitro: | Pezzuto (Lecce) |

|                 |           |             |
| Mucciarelli 40’ | Marcatori | 91’ Fassari |

| Arbitro: | Morreale (Roma) |

|  |           |            |
|  | Marcatori | 43’ Marfia |

| Arbitro: | Zivelli (Torre Annunziata) |

|                    |           |                   |
| Chiaria 30’ (rig.) | Marcatori | 66’ (rig.) Todino |

| 4 marzo 2012 31ª giornata |  | – Il Campobasso riposa |  |  |

| Arbitro: | Giallanza (Catania) |

|                                         |           |  |
| Rega 12’ Todino 24’ (rig.) Forgione 36’ | Marcatori |  |

| Arbitro: | Brasi (Seregno) |

|                        |           |             |
| Giampà 16’ Bugatti 82’ | Marcatori | 12’ Viscido |

| Arbitro: | Spinelli (Terni) |

|                             |           |                            |
| Todino 14’ Giannattasio 49’ | Marcatori | 55’ Nohman 75’ Pucciarelli |

| Arbitro: | D'Iasio (Matera) |

|                             |           |  |
| Sandomenico 58’ Mascolo 71’ | Marcatori |  |

| Arbitro: | Baldicchi (Città di Castello) |

|  |           |                    |
|  | Marcatori | 75’, 90+3’ Improta |

| Arbitro: | Verdenelli (Foligno) |

|          |           |  |
| Fava 34’ | Marcatori |  |

| Campobasso 25 aprile 2012, ore 15:00 CEST 38ª giornata | Campobasso            | 0 – 0 referto | Vibonese | Stadio Nuovo Romagnoli\| Arbitro: \| Mangialardi (Pistoia) \| |
| Arbitro:                                               | Mangialardi (Pistoia) |               |          |                                                               |

| Arbitro: | Gallo (Barcellona Pozzo di Gotto) |

|             |           |  |
| Mancosu 63’ | Marcatori |  |

| Arbitro: | Sacchi (Macerata) |

|                     |           |              |
| Cruz 57’ Todino 63’ | Marcatori | 80’ Lucchese |

| Arbitro: | Penno (Nichelino) |

|                        |           |  |
| Pepe 29’ Sabbatini 68’ | Marcatori |  |

| Arbitro: | Ceccarelli (Rimini) |

|                                 |           |             |
| Todino 18’ (rig.) Licciardi 36’ | Marcatori | 90’ Vaccaro |

### Coppa Italia Lega Pro 2011-2012

#### Fase a gironi
| 17 agosto 2011 1ª giornata |  | – Il Campobasso riposa |  |  |

| Arbitro: | Formato (Benevento) |

|             |           |  |
| Cenciarelli | Marcatori |  |

| Arbitro: | Martinelli (Roma) |

|                       |           |           |
| Longobardi 60’ (rig.) | Marcatori | 5’ D'Anna |

| Arbitro: | Aloisi (Avezzano) |

|               |           |                       |
| Cirillo 90+3’ | Marcatori | 72’ (rig.) Martinelli |

| Arbitro: | Intagliata (Siracusa) |

|                                                |           |                  |
| Branicki 45’ (rig.), 68’ (rig.) Ceccarelli 88’ | Marcatori | 11’, 18’ Sivilla |

## Statistiche

### Statistiche di squadra
| Competizione          | Punti | In casa | In casa | In casa | In casa | In casa | In casa | In trasferta | In trasferta | In trasferta | In trasferta | In trasferta | In trasferta | Totale | Totale | Totale | Totale | Totale | Totale | DR |
| Competizione          | Punti | G       | V       | N       | P       | Gf      | Gs      | G            | V            | N            | P            | Gf           | Gs           | G      | V      | N      | P      | Gf     | Gs     | DR |
| --------------------- | ----- | ------- | ------- | ------- | ------- | ------- | ------- | ------------ | ------------ | ------------ | ------------ | ------------ | ------------ | ------ | ------ | ------ | ------ | ------ | ------ | -- |
| Seconda Divisione     | 44    | 20      | 7       | 5       | 8       | 21      | 24      | 20           | 4            | 7            | 9            | 17           | 23           | 40     | 11     | 12     | 17     | 38     | 47     | -9 |
| Coppa Italia Lega Pro | 5     | 2       | 1       | 1       | 0       | 2       | 1       | 2            | 0            | 1            | 1            | 3            | 4            | 4      | 1      | 2      | 1      | 5      | 5      | 0  |
| Totale                |       | 22      | 8       | 6       | 8       | 23      | 25      | 22           | 4            | 8            | 10           | 20           | 27           | 44     | 12     | 14     | 18     | 43     | 52     | -9 |